# Finansdeputationen
Finansdeputationen var en administrativ enhed der blev oprettet 9. februar 1816, og hvis primære formål var at ordne Danmarks finanser efter Freden i Kiel. 
Finansdeputationen oprettedes ved reskriptet af 9. februar 1816, da man under de vanskelige tilstande efter Kieler-freden skred til en reform af landets finansstyrelse. Overledelsen af
finansvæsenet havde hidindtil været varetaget af Finanskollegiet, hvortil kom forskellige særlige kommissioner og direktioner, men Kollegiet og de øvrige institutioner blev nu ophævede, og centralbestyrelsen henlagdes til Finansdeputationen, hvorhos man oprettede en direktion for statsgælden og den synkende fond samt en pensionskassedirektion. 
Finansdeputationen overtog da alle de tidligere under Kollegiet og de ophævede institutioner hørende forretninger, hvortil man 1842 føjede ledelsen af Pensionskassen. Finansdeputationen bestod af finansministeren og de deputerede fra Rentekammeret samt en kommitteret. 
Finansdeputationen ophævedes 1848, hvorefter den øverste finansstyrelse overgik til Finansministeriet.